# Sounds of the Universe
Sounds of the Universe je dvanácté studiové album Depeche Mode. Bylo vydáno Mute Records 20. dubna 2009. Producentem byl jako v případě alba Playing the Angel Ben Hillier.
Při nahrávání byl, stejně jako v případě předchozího alba, kladen důraz na analogové syntezátory, což Dave Gahan komentoval: "Tohle je nový Martinův fetiš, protože všechny tyhle věcičky nakoupil na eBay. Už určitě koupil dobrou polovinu všech dostupných analogových přístrojů."
Při turné podporující toto album, v květnu 2009, byl Gahanovi diagnostikován zhoubný nádor v močovém měchýři. Podstoupil několik operací, nádor byl nakonec úspěšně odstraněn. Následovaly pak další zdravotní problémy, např. natrhlý lýtkový sval či poškozené hlasivky, v důsledku toho bylo mnoho koncertů zrušeno.

## Seznam skladeb
Všechny skladby napsal(i) Martin Gore, pokud není uvedeno jinak. 
| Pořadí | Název                        | Autor                                          | Délka |
| ------ | ---------------------------- | ---------------------------------------------- | ----- |
| 1.     | In Chains                    |                                                | 6:47  |
| 2.     | Hole to Feed                 | Dave Gahan, Christian Eigner, Andrew Phillpott | 3:55  |
| 3.     | Wrong                        |                                                | 3:12  |
| 4.     | Fragile Tension              |                                                | 4:08  |
| 5.     | Little Soul                  |                                                | 3:32  |
| 6.     | In Sympathy                  |                                                | 4:54  |
| 7.     | Peace                        |                                                | 4:29  |
| 8.     | Come Back                    | Gahan, Eigner, Phillpott                       | 5:13  |
| 9.     | Spacewalker (instrumentální) |                                                | 1:52  |
| 10.    | Perfect                      |                                                | 4:35  |
| 11.    | Miles Away/The Truth Is      | Gahan, Eigner, Phillpott                       | 4:12  |
| 12.    | Jezebel                      |                                                | 4:44  |
| 13.    | Corrupt                      |                                                | 5:03  |